# الكسندر روبرتس دان
الكسندر روبرتس دان هو عسكري كندي، ولد في 15 سبتمبر 1833 في York, Upper Canada ‏ في كندا، وتوفي في 25 يناير 1868 في صنعفي في إريتريا.